# Delarbrea collina
Delarbrea collina är en araliaväxtart som beskrevs av Eugène Vieillard. Delarbrea collina ingår i släktet Delarbrea och familjen Araliaceae. Inga underarter finns listade.